# قلعه‌حیدر
قلعه‌حیدر، روستایی است از توابع بخش مرکزی شهرستان گناوه استان بوشهر ایران.

## جمعیت
این روستا در دهستان حیات داوود قرار دارد و بر اساس سرشماری سال ۱۳۸۵ آمار رسمی جمعیت آن ۲۸۷نفر (۷۰خانوار) می‌باشد.